# Трајмонт (Минесота)
Трајмонт (енгл. Trimont) град је у америчкој савезној држави Минесота.

## Демографија
По попису из 2010. године број становника је 747, што је 7 (-0,9%) становника мање него 2000. године.
| Група             | 2000.       | 2010.       |
| Белци             | 737 (97,7%) | 729 (97,6%) |
| Афроамериканци    | 4 (0,5%)    | 1 (0,1%)    |
| Азијати           | 1 (0,1%)    | 2 (0,3%)    |
| Хиспаноамериканци | 3 (0,4%)    | 6 (0,8%)    |
| Укупно            | 754         | 747         |